# Nikolaj Poezanov
Nikolaj Vasiljevitsj Poezanov (Russisch: Николай Васильевич Пузанов) (Kysjtym, 7 april 1938 – Sint-Petersburg, 3 januari 2008) was een Russisch biatleet. Tijdens de Olympische Winterspelen van 1968 pakte hij goud met het biatlonteam van de Sovjet-Unie op het onderdeel 4 x 7,5km estafette. Tevens won hij tijdens wereldkampioenschappen 1 gouden en 3 zilveren medailles. 

## Palmares
- Wereldkampioenschappen biatlon
  - 1962:  - 3 x 7,5km estafette
  - 1965:  - 20km individueel
  - 1965:  - 3 x 7,5km estafette
  - 1967:  - 4 x 7,5km estafette
- Olympische Winterspelen
  - 1968:  - 4 x 7,5km estafette